# Сталь, Густав Фёдорович
 Густав Фёдорович фон Сталь (фон Стааль, Шталь)  (? — ?) — российский полковой командир, генерал-майор Русской императорской армии, кавалер ордена св. Георгия IV-й степени.

## Биография
Родился в семье лифляндских дворян рода Стааль.
В службе с 25 августа 1787 года «при лёгких войсках» полковником в разделе «считающихся по прежним чинам».
Награждён орденом св. Георгия IV-й степени 14 апреля 1789 года.
В 1792 году — полковник, командир Переяславского конно-егерского полка.
Шеф Каргопольского драгунского полка с 3 декабря 1796 года.
Тем же полком в Отечественной войне 1812 года и Войне Шестой коалиции командовал его младший сын — майор Казимир Сталь 2-й.
Уволен от должности шефа полка 11 октября 1797 года.
Отец героев Отечественной войны 1812 года, Георгиевских кавалеров Карла и Казимира Сталей — оба его сына стали кавалерами ордена св. Георгия будучи майорами Каргопольского драгунского полка: Карл — в 1807 году за Пултуск, Казимир — в 1814 году за Фер-Шампенуаз.